# Northeast (film)
Pour les articles homonymes, voir Northeast.
Pour plus de détails, voir Fiche technique et Distribution.
Northeast est un drame américain écrit et réalisé par Gregory Kohn et sorti le 26 décembre 2011 .

## Synopsis
Après avoir quitté le Nord-Est des États-Unis pour Brooklyn, Will (Call), un playboy trentenaire au chômage multiplie les aventures féminines dans l'espoir de se caser... 

## Fiche technique
- Titre : Northeast
- Réalisation : Gregory Kohn
- Scénario : Gregory Kohn
- Direction artistique : Yvette Granata
- Décors :
- Costumes : Katie Nolff
- Photographie : Catherine Goldschmidt
- Son : John LaRosa
- Montage : William Lehman
- Musique :
- Production : Eleonore Meier et Christine No
- Société(s) de production : Florida Pictures
- Société(s) de distribution :  : Tribeca Film
- Pays d'origine :  États-Unis
- Langue : Anglais
- Format : Couleurs - 16mm - Son Dolby numérique
- Genre cinématographique : dramatique
- Durée : 77 minutes
- Date de sortie : 
  - États-Unis : 26 décembre 2011

## Distribution
- David Call : Will
- Eleonore Hendricks : Molly
- Megan Tusing : Leah
- Laura Ford : Caroline
- Lauren Shannon : Lauren
- Jason Selvig : Jason
- Tate Ellington : Patrick